# SFDR
Динамі́чний діапазо́н, ві́льний від парази́тних складови́х (англ. SFDR, Spurious-Free Dynamic Range) - безрозмірна величина, що дорівнює відношенню потужності корисного вузькосмугового сигналу (носійної) до потужності найбільш потужної паразитної частотної складової (гармоніки). Зазвичай виражається в децибелах. Показує відношення рівнів сигналу в основній смузі до шуму поза основної смуги.
Нижню межу діапазону SFDR визначає рівень внутрішніх шумів пристрою. Верхня межа обумовлена рівнем сигналу на вході, при якому рівень інтермодуляційних продуктів починає перевищувати рівень внутрішніх шумів пристрою, і ці продукти будуть перешкоджати нормальній роботі пристрою.
SFDR є обмежуючим для високошвидкісних АЦП/ЦАП. Сенс цього параметра - у визначенні тієї частоти, при якій внутрішні шуми починають приводити до помилок в 1/2 МЗР (молодшого розряду). Це здатність схеми дискретизації працювати з повним спектром частот, прийнятим для системи зв'язку (як стільникова телефонія, наприклад). Випадковий шум викликає сплески в частотній області, які не можуть бути відфільтровані. Якщо все, що відбувається з бітами даних, так чи інакше пов'язане з одним єдиним тактовим генератором (master clock), тоді легко відфільтрувати когерентний шум і отримати більш широкий динамічний діапазон. Чим ширше SFDR, тим більше дзвінків, наприклад, може обслужити базова станція стільникового зв'язку.